# Малиново (Великоустюзький район)
Мали́ново (рос. Малиново) — присілок у складі Великоустюзького району Вологодської області, Росія. Входить до складу Верхньоварженського сільського поселення.

## Населення
Населення — 5 осіб (2010; 15 у 2002).
Національний склад (станом на 2002 рік):
- росіяни — 100 %